# Яньбянь-Корейский автономный округ
Яньбя́нь-Коре́йский автоно́мный о́круг (кит. упр. 延边朝鲜族自治州, пиньинь Yánbiān Cháoxiǎnzú zìzhìzhōu, палл. Яньбянь Чаосяньцзу цзычжичжоу, кор. 연변조선족자치주, Ёнбён Чосонджок чачхиджу) — автономная административная единица в составе провинции Гирин Китайской Народной Республики. Столицей округа является город Яньцзи.

## География
Территория составляет более 43,5 тыс. км². На востоке ЯКАО граничит с Приморским краем России (более 230 км общей границы), на юге — с КНДР (свыше 520 км).

## История
На территории будущего автономного округа издавна жили различные племена (от родственного корейцам пуёского населения до предков современных маньчжуров). Первым государством на территории района можно считать Царство Пуё. Пуё было вассализировано Когурё. Когурё и Пуё подверглись нападениям со стороны набирающей силу Уцзи (Мохэ, 勿吉, 물길) в 494 году, после чего Пуё стало частью земель тунгусских народов.
Во времена существования в Китае империи Тан здесь было тунгусское государство Бохай, которое в 926 году завоевали кидани из Империи Ляо. Далее территория была в составе чжурчженьской Империи Цзинь. В XIII веке вошла в состав Монгольской Империи и Империи Юань. После образования империи Мин на этих землях стали учреждаться различные китайские административно-территориальные единицы. Но контроль империи Мин на этих территориях был номинальным: фактически власть была у местных чжурчженьских кланов (Цзяньчжоу), которые в XVI веке создали Империю Цин и начали завоевание Китая.
После Синьхайской Революции территория стала подконтрольна Фэнтяньской клике — маньчжурской группировке китайских милитаристов.
В 1929—1931 годах на территории будущего района частично был установлен анархо-коммунизм в так называемой «Корейской народной Ассоциации в Маньчжурии» (КНАМ). Корейская анархистская федерация (КАФ), основанная в 1929 году, пустила глубокие корни среди двух миллионов корейцев в Маньчжурии. Ассоциация образовалась в результате тесного сотрудничества Корейской анархистской федерации в Маньчжурии (КАФМ) и Корейской анархо-коммунистической федерации (КАКФ).
КНАМ был частью «движения автономных деревень», в которой корейские анархисты и националисты ориентировались на удовлетворение материальных потребностей людей и друг друга. Первоначально националисты и анархисты были отдельными течениями, но объединились в форме «без правил», где социальная организация была основана на индивидуальной свободе и взаимопомощи. Ассоциация не прожила долго: в 1931 году Маньчжурия была оккупирована японскими войсками, а в 1932 году было образовано марионеточное государство Маньчжоу-го.
В 1945 году Маньчжурия была оккупирована советскими войсками в рамках Второй Мировой войны и советско-японской войны. Далее передана китайским коммунистам.
После образования КНР провинции были разделены на специальные районы, и на этих землях был образован Специальный район Яньбянь (延边专区). В 1952 году он был преобразован в Яньбянь-Корейский автономный район (延边朝鲜族自治区), власти которого разместились в уезде Яньцзи. В 1953 году из уезда Яньцзи был выделен в отдельную административную единицу городской уезд Яньцзи.
В 1955 году Яньбянь-Корейский автономный район был преобразован в Яньбянь-Корейский автономный округ. В 1958 году в состав автономного округа был переведён уезд Дуньхуа, до этого напрямую подчинявшийся правительству провинции Гирин. В 1965 году из смежных земель уездов Яньцзи и Ванцин был образован городской уезд Тумэнь. В 1983 году уезд Яньцзи был переименован в Лунцзин.
В 1985 году уезд Дуньхуа был преобразован в городской уезд. В 1988 году уезды Хуньчунь и Лунцзин также были преобразованы в городские уезды. В 1993 году до городского уезда был повышен уезд Хэлун.

## Население
| Национальный состав 2010  | Национальный состав 2010 | Национальный состав 2010 | Национальный состав 2010 | Национальный состав 2010 |
| ------------------------- | ------------------------ | ------------------------ | ------------------------ | ------------------------ |
| ханьцы                    |                          |                          | 64.55 %                  |                          |
| корейцы                   |                          |                          | 32.45 %                  |                          |
| маньчжуры                 |                          |                          | 2.52 %                   |                          |
| другие (монголы, дунгане) |                          |                          | 0.48 %                   |                          |

Массовое бегство корейцев в Китайскую империю началось после японского вторжения в корейские земли и происходило между 1860 и 1945 годами. В 1949 году в КНР проживало около 1,5 млн. корейцев. Около 60 % корейцев страны (в основном это были корейцы 2—3 поколения) предпочли принять гражданство КНР по окончании Корейской войны. В 1952 году они получили свою автономию в местах компактного проживания. Со временем, доля корейцев в автономии сократилась с 60,2 % в 1953 году до 36,3 % в 2000 году в результате их частичной ассимиляции китайцами и интенсивной китайской иммиграции в край в 1960—1970 годах. В 2000 году в крае проживали 854 тыс. этнических корейцев — около трети от всех людей корейского происхождения в КНР.

## Административно-территориальное деление
Яньбянь-Корейский автономный округ делится на 6 городских уездов и 2 уезда:
| Карта | Карта          | Карта              | Карта     | Карта         | Карта   | Карта                              | Карта                            | Карта                   | Карта         | Карта                      |
| ----- | -------------- | ------------------ | --------- | ------------- | ------- | ---------------------------------- | -------------------------------- | ----------------------- | ------------- | -------------------------- |
|       |                |                    |           |               |         |                                    |                                  |                         |               |                            |
| #     | Статус         | Название           | Иероглифы | Пиньинь       | Хангыль | Новая романизация корейского языка | Романизация Маккьюна — Райшауэра | Население (2003, прим.) | Площадь (км²) | Плотность населения (/км²) |
| 1     | Городской уезд | Яньцзи (Йонгиль)   | 延吉市    | Yánjí shì     | 연길시  | Yeongil-si                         | Yŏngil-si                        | 410,000                 | 1,332         | 308                        |
| 2     | Городской уезд | Тумэнь (Томун)     | 图们市    | Túmén shì     | 도문시  | Domun-si                           | Tomun-si                         | 130,000                 | 1,142         | 114                        |
| 3     | Городской уезд | Дуньхуа (Тонхва)   | 敦化市    | Dūnhuà shì    | 돈화시  | Donhwa-si                          | Tonhwa-si                        | 480,000                 | 11,963        | 40                         |
| 4     | Городской уезд | Хуньчунь (Хончхун) | 珲春市    | Húnchūn shì   | 혼춘시  | Honchun-si                         | Honch’un-si                      | 220,000                 | 4,938         | 45                         |
| 5     | Городской уезд | Лунцзин (Рёнджон)  | 龙井市    | Lóngjǐng shì  | 룡정시  | Ryongjeong-si                      | Ryongjŏng-si                     | 250,000                 | 2,592         | 96                         |
| 6     | Городской уезд | Хэлун (Хварён)     | 和龙市    | Hélóng shì    | 화룡시  | Hwaryong-si                        | Hwaryong-si                      | 210,000                 | 5,069         | 41                         |
| 7     | Уезд           | Ванцин (Ванчхон)   | 汪清县    | Wāngqīng xiàn | 왕청군  | Wangcheong-gun                     | Wangch’ŏng-kun                   | 250,000                 | 8,994         | 28                         |
| 8     | Уезд           | Аньту (Андо)       | 安图县    | Āntú xiàn     | 안도군  | Ando-gun                           | Ando-kun                         | 210,000                 | 7,444         | 28                         |

## Экономика
Важное значение имеют текстильная и деревообрабатывающая промышленность, сельское и лесное хозяйство (в том числе выращивание риса, сбор грибов мацутакэ, заготовка древесины), туризм.